# Wilhelm Grube
Wilhelm Grube (* 17. August 1855 in Sankt Petersburg; † 2. Juli 1908 in Halensee bei Berlin) war ein deutscher Sinologe, Sprachwissenschaftler und Ethnologe.

## Leben
Wilhelm Grube war Konservator am asiatischen Museum der Petersburger Akademie, ging aber im Jahr 1883 als Direktorialassistent des Museums für Völkerkunde nach Berlin. Er war Schüler des Petersburger Sinologen Wassili Wassiljew und des Leipziger Sprachwissenschaftlers Georg von der Gabelentz. 1884 wurde er Privatdozent, 1892 außerordentlicher Professor für Sinologie. Otto Franke, Emil Krebs, Berthold Laufer und Erich Haenisch zählten zu seinen Schülern.
Grube betrieb auch Studien über das Mandschurische und verwandte Sprachen. Mit dem Petersburger Iranisten Carl Salemann und mit dem später in Peru wirkenden Ethnologen Max Uhle stand er in Briefwechsel.
Seine letzte Ruhestätte fand Grube auf dem Friedhof Wilmersdorf.

## Schriften
- Li Khi, Vernunft und Materie 1879
- Giljakisches Wörterverzeichnis 1892
- Pekinger Totenbräuche 1898
- Sprache und Schrift der Jučen. Leipzig: Harrassowitz 1896
- Goldisch-Deutsches Wörterverzeichnis 1900
- Zur Pekinger Volkskunde. Berlin: Spemann, 1901
- Geschichte der chinesischen Litteratur. Leipzig : Amelang, 1902
- Religionsgeschichtliches Lesebuch. Tübingen : Mohr, 1908
- Geschichte der chinesischen Litteratur 2. Ausg. Leipzig : Amelang, 1909 (Die Litteraturen des Ostens in Einzeldarstellungen)
- Religion und Kultus der Chinesen. Leipzig: Haupt, 1910
- Fêng-shên-yên-i: Die Metamorphosen der Goetter; Hist.-mythol. Roman aus d. Chinesischen (Übersetzung der Kapitel 1–46; durch eine Inhaltsangabe der Kapitel 47–100 ergänzt, eingeleitet und herausgegeben von Herbert Mueller). 2 Halbbände. Leiden : Brill, 1912
- Chinesische Schattenspiele. München : Verl. der Königlich Bayerischen Akademie der Wissenschaften, 1915 (hrsg. von Berthold Laufer)
- Chinesische Schattenspiele. Hrsg. von Wilhelm Grube und Emil Krebs. Leipzig, Harrassowitz, 1915. Druck der Katholischen Mission von Yen-chou-fu, Schantung. (Chinesischer Originaltext, eine deutsche Übersetzung von Wilhelm Grube und Emil Krebs erschien im gleichen Jahr, hrsg. von Berthold Laufer in München)
- Ein Beitrag zur Kenntnis der chinesischen Philosophie 通書 T'ûng-šû des Ceu-tsï mit Cû-hî's Kommentar. Nach dem Síng-lì tsīng-í. Chinesisch mit mandschuischer und deutscher Übersetzung und Anmerkungen. Herausgegeben von Wilhelm Grube (Kap. 1–20). Fortgeführt und beendet von Werner Eichhorn (Kap. 21–40). In: Asia Major, Band 8, 1932, S. 23–104, PDF; 1,46 MB (zuerst in zwei Teilen 1880–1881)